# غيلان واحف
الغَيْلاَن الوَاحِف وتسمى أيضاً بنبتة العنكبوت (الاسم العلمي: Chlorophytum comosum) هو نوع نبات من جنس الغيلان والفصيلة الهليونية، أصيل أفريقيا الاستوائية والجنوبية، وتم استزراعه في أنحاء أخرى من العالم، من ضمنها: أستراليا الغربية. وهو ينمو بسهولة كنبات منزلي.

## الوصف
يمكن للغيلان الواجف النمو ليصل طوله لحوالي 60 سم، جذوره لُبية درنية يصل طولها حوالي 5-10 سم. ويصل طول أوراقها الطويلة النحيلة بين 20-45 سم، وعرض يتراوح بين 5-25 ملليمتر، تنبت الزهور في نوارات متفرعة طويلة، يمكن أن يصل طولها حتى 75 سم، وفالنهاية تنحني نزولاً للأسفل.
ينتج نبات العنكبوت أزهاراً بيضاء صغيرة على شكل نجمة، لكنه يشتهر أكثر بإنتاج "العناكب الصغيرة" (أو "الصغار") التي تنمو على أطراف السيقان. يمكنك زرعها بسهولة – فقط ضعها في تربة جيدة وشاهدها تنمو!
اشتهر نبات العنكبوت بقدرته على تنقية الهواء بفضل دراسات ناسا. صحيح أنه ينقي الهواء في المختبر، لكن في الواقع تحتاج إلى عشرات النباتات للحصول على نفس التأثير. رغم ذلك، وجوده في المنزل يضيف نقاء وجمال في آنٍ واحد.
جذور نبات العنكبوت صالحة للأكل وتُستخدم تقليدياً في بعض مناطق إفريقيا – لكن البعض أفاد بوجود تأثير ملين خفيف. لذلك، يفضل الاستمتاع به كنبتة للزينة بدلاً من التذوق!

## أشهر الأنواع[5]
- ‘Vittatum’: أوراق خضراء بخط أبيض في المنتصف – مثالي للسلال المعلقة.
- ‘Variegatum’: أوراق خضراء داكنة بحواف بيضاء – أنيق ومضغوط.
- ‘Bonnie’: نسخة بأوراق ملتوية ذات حجم مدمج – مثالية للمساحات الصغيرة.